# Petrogale
Petrogale es un género de marsupiales diprotodontos de la familia Macropodidae conocidos vulgarmente como ualabíes rupestres. Son endémicos de Australia continental.

## Especies
Se reconocen 17 especies de Petrogale
- Género Petrogale
  - Grupo de Petrogale brachyotis
    - Petrogale brachyotis (Ualabí rupestre de orejas cortas)
    - Petrogale burbidgei (Monjon)
    - Petrogale concinna (Nabarlek)
    - Petrogale wilkinsi[2] (Ualabí rupestre levantino de orejas cortas)

  - Grupo de Petrogale xanthopus
    - Petrogale persephone (Ualabí rupestre de Proserpine)
    - Petrogale rothschildi (Ualabí rupestre de Rothschild)
    - Petrogale xanthopus ( Ualabí rupestre de patas amarillas)

  - Grupo de Petrogale lateralis/penicillata
    - Petrogale assimilis (Ualabí rupestre aliado)
    - Petrogale coenensis (Ualabí rupestre del Cabo York)
    - Petrogale godmani (Ualabí rupestre de Godman)
    - Petrogale herberti (Ualabí rupestre de Herbert)
    - Petrogale inornata (Ualabí rupestre sin adornos)
    - Petrogale lateralis (Ualabí rupestre de flancos negros)
    - Petrogale mareeba (Ualabí rupestre de Mareeba)
    - Petrogale penicillata (Ualabí rupestre cola de cepillo)
    - Petrogale purpureicollis (Ualabí rupestre de cuello púrpura)
    - Petrogale sharmani (Ualabí rupestre de Monte Claro)